# Bobby Walton
Robert Charles "Bobby" ("Bob") Walton, född 5 augusti 1912, död 3 september 1992, var en kanadensisk professionell ishockeyforward. 
Walton spelade bland annat för Montreal Canadiens i National Hockey League (NHL) och Buffalo Bisons, Pittsburgh Hornets, Cleveland Barons och Washington Lions i American Hockey League (AHL).
Han var far till Mike Walton.

## Statistik
Ett urval av Waltons karriärstatistik.
| 1943–1944  | Montreal Canadiens | NHL        | 4   | 0   | 0   | 0   | 0  | —  | — | — | — | — |
|            | Buffalo Bisons     | AHL        | 32  | 7   | 14  | 21  | 6  | 9  | 0 | 0 | 0 | 0 |
| 1944–1945  | Pittsburgh Hornets | AHL        | 58  | 37  | 58  | 95  | 27 | —  | — | — | — | — |
| 1945–1946  | Pittsburgh Hornets | AHL        | 47  | 25  | 26  | 51  | 22 | 6  | 1 | 5 | 6 | 4 |
| 1946–1947  | Cleveland Barons   | AHL        | 62  | 20  | 28  | 48  | 22 | 4  | 0 | 1 | 1 | 0 |
| 1947–1948  | Washington Lions   | AHL        | 66  | 20  | 23  | 43  | 8  | —  | — | — | — | — |
| NHL totalt | NHL totalt         | NHL totalt | 4   | 0   | 0   | 0   | 0  | —  | — | — | — | — |
| AHL totalt | AHL totalt         | AHL totalt | 265 | 109 | 149 | 258 | 85 | 19 | 1 | 6 | 7 | 4 |